# Kålland-Kinne kontrakt
Kålland-Kinne kontrakt är ett kontrakt i Skara stift inom Svenska kyrkan.
Kontraktskoden är 0307.

## Administrativ historik
Kontrakten omfattade före 1962 under namnet Kållands kontrakt
- Lidköpings församling
- Sunnersbergs församling
- Gösslunda församling som 2002 uppgick i Sunnersbergs församling
- Strö församling som 2002 uppgick i Sunnersbergs församling
- Rackeby församling som 2002 uppgick i Sunnersbergs församling
- Skalunda församling som 2002 uppgick i Sunnersbergs församling
- Otterstads församling som 2002 uppgick i Sunnersbergs församling
- Örslösa församling
- Söne församling som 2006 uppgick i Örslösa församling
- Väla församling som 2006 uppgick i Örslösa församling
- Gillstads församling som 2006 uppgick i Örslösa församling
- Tådene församling som 2006 uppgick i Örslösa församling
- Lavads församling som 2006 uppgick i Örslösa församling
- Norra Kedums församling som 2006 uppgick i Örslösa församling
- Tranums församling som 2006 uppgick i Örslösa församling
- Tuns församling som 2006 uppgick i Örslösa församling
- Friels församling som 2006 uppgick i Örslösa församling
- Karaby församling som 2006 uppgick i Örslösa församling
- Råda församling som 2006 uppgick i Kållands-Råda församling
- Kållands-Åsaka församling som 2006 uppgick i Kållands-Råda församling
- Mellby församling som 2006 uppgick i Kållands-Råda församling
- Norra Härene församling som 2006 uppgick i Sävare församling
- Hovby församling som 2006 uppgick i Sävare församling

1962 tillfördes från Domprosteriet
- Sävare församling
- Lindärva församling som 2006 uppgick i Sävare församling
- Hasslösa församling som 2006 uppgick i Sävare församling

1989 tillfördes från Barne kontrakt
- Saleby församling som 2006 uppgick i Sävare församling
- Trässbergs församling som 2006 uppgick i Sävare församling
- Härjevads församling som 2006 uppgick i Sävare församling

1995 tillfördes från Barne kontrakt
- Järpås församling
- Uvereds församling som 2002 uppgick i Järpås församling
- Häggesleds församling som 2002 uppgick i Järpås församling

2001 tillfördes från då upplösta Kinne kontrakt då namnändring till Kålland-Kinne kontrakt skedde
- Götene församling
- Holmestads församling som 2002 uppgick i Götene församling
- Vättlösa församling som 2002 uppgick i Götene församling
- Kinne-Vedums församling som 2002 uppgick i Götene församling
- Forshems församling som 2002 uppgick i Kinnekulle församling
- Fullösa församling som 2002 uppgick i Kinnekulle församling
- Medelplana församling som 2002 uppgick i Kinnekulle församling
- Västerplana församling som 2002 uppgick i Kinnekulle församling
- Österplana församling som 2002 uppgick i Kinnekulle församling
- Kestads församling som 2002 uppgick i Kinnekulle församling
- Källby församling
- Broby församling som 2002 uppgick i Källby församling
- Skeby församling som 2002 uppgick i Källby församling
- Hangelösa församling som 2002 uppgick i Källby församling
- Husaby församling
- Skälvums församling som 2010 uppgick i Husaby församling
- Ova församling som 2010 uppgick i Husaby församling
- Kleva-Sils församling som 2017 uppgick i Husaby församling
- Ledsjö församling som 2017 uppgick i Husaby församling